# Rumaucourt
Rumaucourt település Franciaországban, Pas-de-Calais megyében. Lakosainak száma 696 fő (2022. január 1.). Rumaucourt Écourt-Saint-Quentin, Baralle, Oisy-le-Verger, Sauchy-Cauchy és Saudemont községekkel határos.

## Népesség
A település népessége az elmúlt években az alábbi módon változott:
| Lakosok száma | 686  | 686  | 698  | 685  | 684  | 683  | 693  | 693  | 696  |
|               | 2013 | 2015 | 2016 | 2017 | 2018 | 2019 | 2020 | 2021 | 2022 |